# Richard Ringelmann
Richard Ringelmann (* 22. Dezember 1889 in München; † 14. Mai 1965) war ein deutscher Ministerialbeamter in der bayerischen Finanzverwaltung und Staatssekretär.

## Leben
Richard Ringelmann studierte nach dem Schulbesuch an der Münchner Universität Rechts- und Staatswissenschaften mit Promotion.
Er arbeitete zunächst als Parlamentsstenograf und war dann von 1919 bis 1954 im bayerischen Finanzministerium, insbesondere als Experte in Entschädigungsfragen, tätig. Er durchlief dort eine Karriere bis zum Ministerialdirektor und amtierte, nach zwischenzeitlicher Entlassung 1946 aufgrund seiner NSDAP-Zugehörigkeit, schließlich im Kabinett Ehard III von 1950 bis 1954 als Staatssekretär im Finanzministerium.
In der Zeit der Weimarer Republik gehörte er der BVP, danach beantragte er am 8. Oktober 1939 die Aufnahme in die NSDAP und wurde zum 1. Dezember desselben Jahres aufgenommen (Mitgliedsnummer 7.326.279). In der Bundesrepublik orientierte er sich zur CSU.